# Komuna e Libofshës
Komuna e Libofshës är en kommun i Albanien.   Den ligger i prefekturen Qarku i Fierit, i den centrala delen av landet, 60 km söder om huvudstaden Tirana.
Trakten runt Komuna e Libofshës består till största delen av jordbruksmark.  Runt Komuna e Libofshës är det ganska tätbefolkat, med 199 invånare per kvadratkilometer.